# クィントゥス・クロエリウス・シクルス
クィントゥス・クロエリウス・シクルス（ラテン語: Quintus Cloelius Siculus、生没年不詳）はパトリキ（貴族）出身の共和政ローマ初期の政治家・軍人。紀元前498年に執政官（コンスル）を務めた。

## 経歴
シクルスは紀元前498年にティトゥス・ラルキウス・ルフスと共に執政官に就任したが、クロエリウス氏族からは最初の執政官であった。ティトゥス・リウィウスによると、この年は特筆すべき事は何もなくただ執政官の名を挙げているのみである。
同僚執政官ルフスは二度目の執政官就任であり、リウィウスは紀元前501年に独裁官も務めたとする。しかしながら、それが本当はいつ、誰が最初の独裁官となったのか諸説あり、最も古い記録によるとルフスがそれであるとする彼の記述にも若干の矛盾がみられる。
ハリカルナッソスのディオニュシオスによると、この年ラティウム同盟との戦争に備え、シクルスはルフスを独裁官に指名したとする。ルフスは副官にスプリウス・カッシウス・ウェケッリヌスを指名して部隊を編成したものの、和平交渉に努めた。しかし、タルクィニウス王の亡命先トゥスクルムがローマ領を荒らしたため、ルフスはシクルスに兵を与えてこれを撃退したという。

## 一族
クロエリウス氏族はアルバ・ロンガを祖先に持ち、ローマに移住したのは第三代ローマ王トゥッルス・ホスティリウスの時代であった。リウィウスによると、ホラティウス三兄弟の決闘などを経て勝利したトゥッリウスは、アルバから多数の住人を移住させ、その指導者層から幾人かをパトリキに招き入れたという。そのうちの一つとしてユリウス氏族やクィンクティウス氏族と共にクロエリウス氏族の名も記されている。
クロエリウス氏族で政務官となった者は数少なく、その素性もよくわかっていない。紀元前444年の執政武官ティトゥス・クロエリウス・シクルスは、恐らく彼の子孫と思われる。

## 参考資料
1. ↑  Les gentes romaines, C, Cloelia Archived June 17, 2009, at the Wayback Machine.
2. ↑  リウィウス『ローマ建国史』2.21
3. ↑  リウィウス『ローマ建国史』2.18
4. ↑  ハリカルナッソスのディオニュシオス『ローマ古代誌』、V, 59
5. ↑  ハリカルナッソスのディオニュシオス『ローマ古代誌』、V, 71-76
6. ↑  リウィウス『ローマ建国史』1.23-30